# Wikiwix
Wikiwix est un moteur de recherche sémantique multilingue et un service d'archivage du Web open source, entre autres pour Wikipédia en français, créé en 2002 par la PME française Linterweb.

## Historique
Domiciliée également sur la commune de Val-de-Reuil (Eure) jusqu'en 2019, la société Linterweb (dissolution le 31 août 2024) devient une EURL en 2006 et son siège social est installé à Caden (Morbihan).
Le logo de Wikiwix symbolise un oiseau terrestre : le kiwi (Apterygidae), qui cueille de la nourriture avec son bec sur le sol. Le moteur de recherche utilise la description anglaise « the ultimate Wikipedia articles search engine » (L'ultime moteur de recherche d'articles de Wikipédia) comme slogan dans toutes les versions linguistiques.
Jeune entreprise régionale en 2007, la société recrute deux docteurs pour le développement avec l'aide d'Oséo, du Centre Régional Informatique et d'Applications Numériques de Normandie (CRIANN) et du Laboratoire d'informatique, de traitement de l'information et des systèmes (LITIS) dont la problématique est de traiter un ensemble de recueils de textes parmi les 550 000 articles en français pour lequel la fondation Wikimédia se heurte aux choix de sélection. Le projet doit avoir la fonction de maintenance de l'historique des versions. Cette collaboration aboutit à la publication du « DVD Wikipédia » v0.5 contenant une sélection de 2 000 articles anglophones,,.
En 2008, sous le nom de Kiwix, une application est développée pour emporter les textes de l'encyclopédie en totale autonomie de connexion dont la capacité est de 1,36 Go,,. Faisant partie des premières versions, le moteur de recherche spécialisé sur le contenu de l'encyclopédie Wikipédia offre un navigationnel dans un nouveau système d'exploration temporelle. Durant cette même année, l'association Wikimédia France utilise les résultats proposés par Wikiwix dans le nom de domaine « wikipedia.fr » fréquenté par environ 20 000 personnes par jour. À la suite d'une prise de décision de la communauté validée le 13 novembre 2008, le service indépendant de la fondation Wikimédia d'archivage des liens externes de l'encyclopédie est automatiquement effectué par Wikiwix.
En 2009, sur la base du moteur de recherche, la société Linterweb propose le service de « My Wikiwix », dont la fonctionnalité est de disposer d’un moteur de recherche sur un site web dédié, incluant les techniques de recherche sémantiques.
En 2010, avec une volumétrie approximative de 150 liens/seconde, le moteur de recherche implémente les fonctionnalités d'affichage de liens proposés dans les Tweets du réseau social de Twitter. Le Centre Régional Informatique et d'Applications Numériques de Normandie (CRIANN) apporte son support d'hébergement pour Wikiwix afin de poursuivre le projet de recherche en complément du financement d'Oséo pour accroître le nombre de serveurs requis par l’augmentation du trafic généré,. Le rédacteur en chef du site « openDemocracy » félicite l'initiative.
En 2011, une étude sur l'archivage des adresses web (URL) place Wikiwix parmi les cinq sites permettant la mise en cache des contenus afin de préserver la masse d'informations qui disparaît inexorablement au quotidien. Durant cette même année, un ouvrage collectif de vulgarisation sur les technologies de l'information et de la communication (TIC) relate les fonctionnalités originales des moteurs de recherche plus spécialisés comme Wikiwix ou Yippy.
En 2015, le journaliste Damien Bancal, spécialisé dans la sécurité informatique, constate une faille de vulnérabilité de type « cross-site scripting » (abrégé XSS) sur le site gérant le cache des sources sur les articles de Wikipedia. Un correctif est déployé quelques jours plus tard.
En septembre 2020, dans le cadre de la refonte de la page « wikipedia.fr », Wikimédia France remplace Wikiwix par l’interface de programmation d’applications (API) de MediaWiki en intégrant un filtre de recherche pour choisir parmi 21 versions linguistiques, comprenant le français et les langues régionales de France comme le breton, l’occitan ou le créole guyanais. Parallèlement, un membre de l'association réalise une étude sur le classement des liens externes de Wikipédia, pour lequel le service Wikiwix fait partie du « Top 20 français » parmi les sites les plus sollicités. Avec Wayback Machine d'Internet Archive, le service archive.wikiwix.com fait partie des deux seuls outils d'archivage de la Wikipédia Francophone permettant l'accès aux liens morts.
Depuis sa création Wikiwix ou archive.wikiwix est cité dans la parution d'ouvrages,, de sites institutionnels, et sur des sites plus généralistes,.

## Fonctionnalités
Sur la base d'une recherche initiale dédiée à Wikipédia et aux projets de la fondation, Wikiwix permet d'effectuer un maillage sur les termes voisins et connexes afin de naviguer entre les aperçus des articles tout en intégrant des annonces de Google dans ses résultats,.
Wikiwix permet d'effectuer trois types de recherches, dans les articles, les images et dans l'Atlas (basé sur Google Maps), le tout dans les dizaines de langues que propose Wikipédia.
Disponible dans la barre d'icônes, l'application libre et gratuite Okawix (précédemment Kiwix) permet de télécharger l’intégralité de Wikipédia, avec ou sans images, pour pouvoir ensuite consulter les contenus localement hors-ligne (sans connexion internet). Okawix inclut 253 langues et les projets de la fondation Wikimédia (Wikisource, Wiktionnaire, Wikiquote et Wikibooks).